# Axel Thue
Axel Thue (Tønsberg, 1863. február 19. – Oslo, 1922. március 7.) norvég matematikus. Thoralf Skolem PhD-témavezetője volt.

## Életpálya
Axel Thue 1883-1889 között az Oslói Egyetemen főként fizikát és matematikát tanult. 1889-ben doktorált az oslói Elling Holst-ban.
1890-ben Lipcsében és Berlinben folytatta tanulmányait, ahol részt vett Hermann von Helmholtz, Leopold Kronecker és Lázár Fuchs előadásain. 1891-ben visszatért Oslóba, ahol egy matematika kutatási ösztöndíjat kapott. 1894-ben megnősült, és tanítani kezdett a  Trondheimi Technológiai Intézet elődjénél. 1903-ban az Oslói Egyetem alkalmazott matematika professzora lett, ugyanitt tevékenykedett professzorként 1903-1922 között.

## Kutatási területei
Alkalmazott matematikával foglalkozott. 1904-ben ő vezette be az "algoritmus" szót. 
A modern elméleti számítástudomány egyik fontos fogalma a formális rendszer; bevezetése Thue nevéhez fűződik. Jelentős munkája a Crelle's Journal-ban a számelmélettel kapcsolatban 1909-ben jelent meg, Edmund Landau 1922-ben azt írta róla: "... a legfontosabb felfedezés az elemi számelméletben, amit én ismerek". Thue találta ki a semi-thue rendszert, valamint ő alkotta meg az első logikai-matematikai modellt a nyelv számára.

## Írásai
- 1916-1922 között szerkesztette az Acta Mathematica folyóiratot.
- 1909-ben jelent meg jelentős munkája a Crelle's Journal-ban a számelmélettel kapcsolatban.

## Szakmai sikerek
- 1894-ben a Norvég Tudományos Akadémia levelező tagja lett.

## Lásd még
- Thue programozási nyelv
- Thue-Morse-sorozat
- Prouhet–Thue–Morse-konstans
- sztringhelyettesítő rendszer (félig-Thue-féle rendszer)